# Roméo et Juliette
Roméo et Juliette és una òpera en cinc actes de Charles Gounod, amb llibret de Jules Barbier i Michel Carré, basat en la tragèdia Romeu i Julieta de William Shakespeare. S'estrenà al Théâtre Lyrique de París el 27 d'abril de 1866. A Catalunya s'estrenà al Teatre Principal de Barcelona el 10 de juny de 1876 i al Gran Teatre del Liceu el 28 de maig de 1884.

## Origen i context
Després d'haver obtingut l'èxit amb Faust, Charles Gounod va escriure vuit òperes més. Només Mireille i Roméo et Juliette van ser rebudes amb entusiasme pel públic. Aquesta darrera sempre havia estat en la ment de Gounod, era una idea que el va obsessionar des de ben jove, posar música a una de les tragèdies més conegudes de Shakespeare. Gounod es va enamorar de la història dels amants desgraciats de Shakespeare als dinou anys, quan va concórrer a un assaig orquestral de la simfonia dramàtica Roméo et Juliette de Berlioz. Aquell poderós retrat musical de la tragèdia shakespeariana va marcar a Gounod profundament. La peça encara no havia estat publicada, però el jove compositor va memoritzar llargs trossos i els va tocar per Berlioz dies després. Convençut que Gounod havia aconseguit una còpia de la simfonia, Berlioz li va preguntar: «Com diables va ser que la va aconseguir?». «En un dels seus assajos», va ser la simple resposta.
En 1864, dècades després, Gounod es va proposar crear una versió operística de Romeu i Julieta. Els seus antics col·laboradors, el talentós grup de llibretistes de Jules Barbier i Michel Carré, van seguir la coneguda tragèdia escena per escena, preparant un llibret en només tres mesos. Simplificar la història original de Shakespeare, eliminant personatges secundaris i reduint la trama als seus elements essencials; Gounod va poder així focalitzar la seva atenció en el romanç captivador que és el cor de la trama. També va agregar elements específics per fer que el llibret sigui més operístic: com una escena nupcial, en la qual Juliette es desmaia dramàticament.
A la primavera de 1865, inspirat per la bellesa natural de la Riviera Francesa, Gounod es va abocar de ple a escriure. Quan es deixava portar per l'òpera, les notes fluïen sense esforç de la seva ploma. En una carta la seva dona, Gounod va admetre, més tard, que escriure Roméo et Juliette l'havia fet sentir com si hagués tornat als vint anys una altra vegada.

## Representacions
L'estrena es va realitzar al Théâtre Lyrique de París, el 27 d'abril de 1867, amb una gran repercussió, la qual cosa el va portar a haver de representar l'obra més d'un centenar de vegades. En l'estrena mundial a París, les magnífiques àries i els ardents duos d'amor van fer de l'òpera un gran succés. En menys d'un any, l'òpera atreia enormes audiències a Anglaterra, Bèlgica i Alemanya. Algunes presentacions incloïen fins i tot participacions inesperades del públic. En una de les funcions a Chicago, amb Nellie Melba (Juliette) i Jean de Reszke (Roméo), un admirador fanàtic es va passar de la llotja a l'escenari: ell també s'havia enamorat de Juliette! De Reszke valentament va desembeinar l'espasa i es va col·locar entre el boig i Juliette, empenyent-lo fora de l'escenari.
Els cantants es contagiaven de la forta emotivitat de l'òpera: quan Adelina Patti va cantar amb el seu Romeo, Nicolini, a l'Òpera de París, va allargar l'escena del balcó amb ni més ni menys que vint-i-nou petons. Al cap de poc es divorciaria del seu marit, el Marquès de Caux, i es convertiria en la senyora Adelina Nicolini.
Roméo et Juliette va omplir teatres d'òpera amb multituds d'admiradors fanàtics, però no va encantar a tothom. Alguns crítics afirmaven que no estava a l'altura de Faust, òpera anterior de Gounod. Ernest Newman va escriure: «Un dels desvaris del món musical és que Roméo et Juliette sigui material ideal per a una òpera ... ambdós, compositor i llibretista van fallar en no percebre que, a més d'aquests dos personatges, hi ha molt poc en la peça que ofereixi les qualitats intrínseques d'una òpera. I fins als personatges de Roméo et Juliette pequen en aquest sentit, però són en una òpera, el públic espera algun tipus de maduració dels personatges ... i els amants de Verona no maduren». Encara més, també afirma que cada amant serveix només per una ària i, junts, per a un duo d'amor i un de mort. Segons ell, els altres personatges eren «meres figures secundàries», indispensables a la trama. Gounod, però, buscava impacte emocional i no perfecció dramàtica. Es va concentrar en expressar cada capítol de la història dels joves amants, minuciosament retratant les seves emocions en música. Al públic actual li continua fascinant ser part de la muntanya russa emocional de Gounod. La seva òpera és considerada arreu del món com una de les millors reproduccions musicals del relat shakespearià.
El 1888 va arribar al Teatre de l'Òpera de la capital francesa, on es va haver de representar més de cinc-centes vegades.

## Argument
Localització: A Verona, al segle XIV

### Pròleg
El cor presenta una síntesi de l'argument.

### Acte I
Tybalt i Pâris comenten el desenvolupament de la festa de màscares mentre esperen l'arribada de Juliette, que serà presentada en societat pel seu pare. Quan arriba, tots s'admiren de la seva bellesa. Ella es felicita per tanta alegria, i els presents entonen un cant de lloança a la joventut. Mentre, Mercutio i Roméo ronden i comenten el mal somni que ha tingut Roméo. Mercutio anima al seu amic dient-li que a la festa hi ha moltes dames. En aquest moment, Roméo veu a Juliette i cau fulminantment enamorat. Després d'escoltar d'amagat la conversa de Juliette i Gertrude sobre el pròxim matrimoni d'aquella amb Pâris, Roméo aconsegueix quedar-se a soles amb ella. La seva conversa s'interromp per l'arribada de Tybalt, que fa que Roméo s'oculti posant ràpidament la seva màscara. El jove dedueix llavors que ella és la filla del senyor Capulet, alhora que Tybalt l'identifica com un Montaigu. Tybalt jura venjar-se, i Juliette, atemorida, comprèn que si no pot arribar a ser l'esposa de Roméo, el seu llit nupcial serà el seu fèretre. Enmig de la festa, els Capulet identifiquen Roméo i els seus amics, que fugen, però el senyor Capulet prohibeix a Tybalt que intervingui, ja que no vol escàndols, i recomana fer com si no sabessin res. Mercutio arrossega fora a Roméo i tot el seu grup se'n va d'amagat, mentre el cor continua lloant a la joventut.

### Acte II
Stéfano llança una escala de corda perquè Roméo pugui pujar a l'habitació de Juliette. Ella treu el cap a la finestra, cantant el seu neguit per estimar a qui hauria d'odiar. Els dos enamorats canten el seu amor, però en aquest moment entren Gregori i els seus criats amb llanternes per buscar Stéfano, sense aconseguir-lo trobar. Quan se'n van, Juliette li demana a Roméo una data per casar-se en secret, moment que s'interromp per les trucades de la dida a Juliette perquè torni al seu llit. Tots dos s'acomiaden amb un apassionat petó.

### Acte III

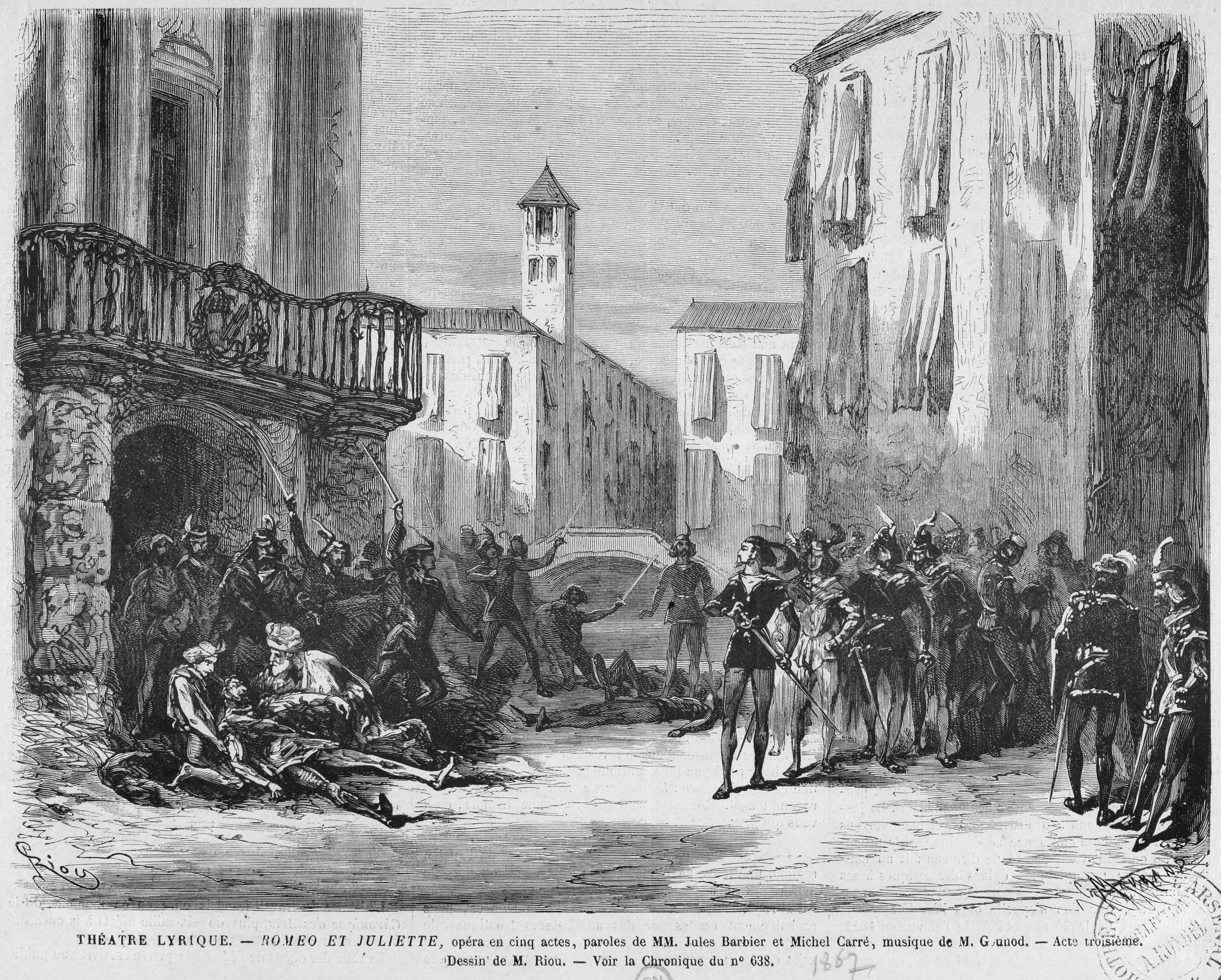
Il·lustració de premsa de l'Acte III, escena 2, com es va posar en escena a l'estrena

#### Quadre I
Roméo va a la cel·la de Frère Laurent, i Juliette, que apareix seguida per Gertrude, li demana que beneeixi la seva unió casant-los. El frare promet ajudar, ja que considera que el seu amor cancel·la l'odi entre les dues famílies, i procedeix al sagrament. Després, Juliette se'n va amb la seva dida, i Roméo amb el seu confident, el frare.

#### Quadre II
Stéfano busca el seu senyor Roméo a la casa dels Capulet, als quals provoca amb una cançoneta al·lusiva a Juliette. Grégorio s'hi enfronta, fet que desperta la indignació de Mercutio. Aquest entra al combat, i el segueix, pel costat contrari, Tybalt, fins que Roméo s'interposa entre ells. Malgrat les provocacions que es produeixen llavors, Roméo es nega a barallar-se a causa de l'amor que sent per Juliette, que fa que "hagi passat el temps de l'odi". Però Stéfano, Mercutio i Benvolio accepten el desafiament per part dels Montaigu, i Tybalt, Pâris i Grégorio, per part dels Capulet. Mercutio mor combatent, i Roméo ja no es pot contenir més, matant a Tybalt. Entra el Duc entre fanfàrries, i condemna a Roméo a l'exili, mentre els Capulet prometen que la pau no arribarà mai.

### Acte IV

#### Quadre I
Roméo, als peus de Juliette, renova la seva promesa d'amor, i l'alba s'acomiada d'ella amb un dolor insuperable. Capulet, en veure-la desperta tan d'hora, creu que és perquè està afligida per la mort de Tybalt, i l'informa que la casarà amb Pâris per complir el desig del seu cosí. Frère Laurent, que es troba present, es queda després tot sol amb ella, i coneixent el seu amor per Roméo, li proposa beure un beuratge que farà que sembli morta. Així, quan l'efecte del beuratge hagi passat, ella podrà fugir amb el seu estimat. Juliette beu.

#### Quadre II
Amb el seguici nupcial, Pâris, Capulet i els convidats celebren el compromís. En el moment en què Pâris va a posar l'anell nupcial a Juliette, es treu la corona de núvia i cau desmaiada. Tots la donen per morta.

### Acte V
Frère Laurent es pregunta per la carta que ha enviat a Roméo, que ha estat interceptada pels Capulet. En veure Juliette a la tomba sense saber res del beuratge, Roméo es suïcida prenent un pot de verí, just al mateix temps que ella comença a recuperar-se. Tots dos viuen llavors el seu últim moment d'amor, mentre Roméo llangueix i Juliette, desesperada, es clava un punyal. D'aquesta manera, els dos poden estar junts en pau.